# Wittem
Wittem is een buurtschap in de Nederlands-Limburgse gemeente Gulpen-Wittem. De buurtschap vormt tezamen met het nabije gehucht Partij het kerkdorp Partij-Wittem.

## Geschiedenis

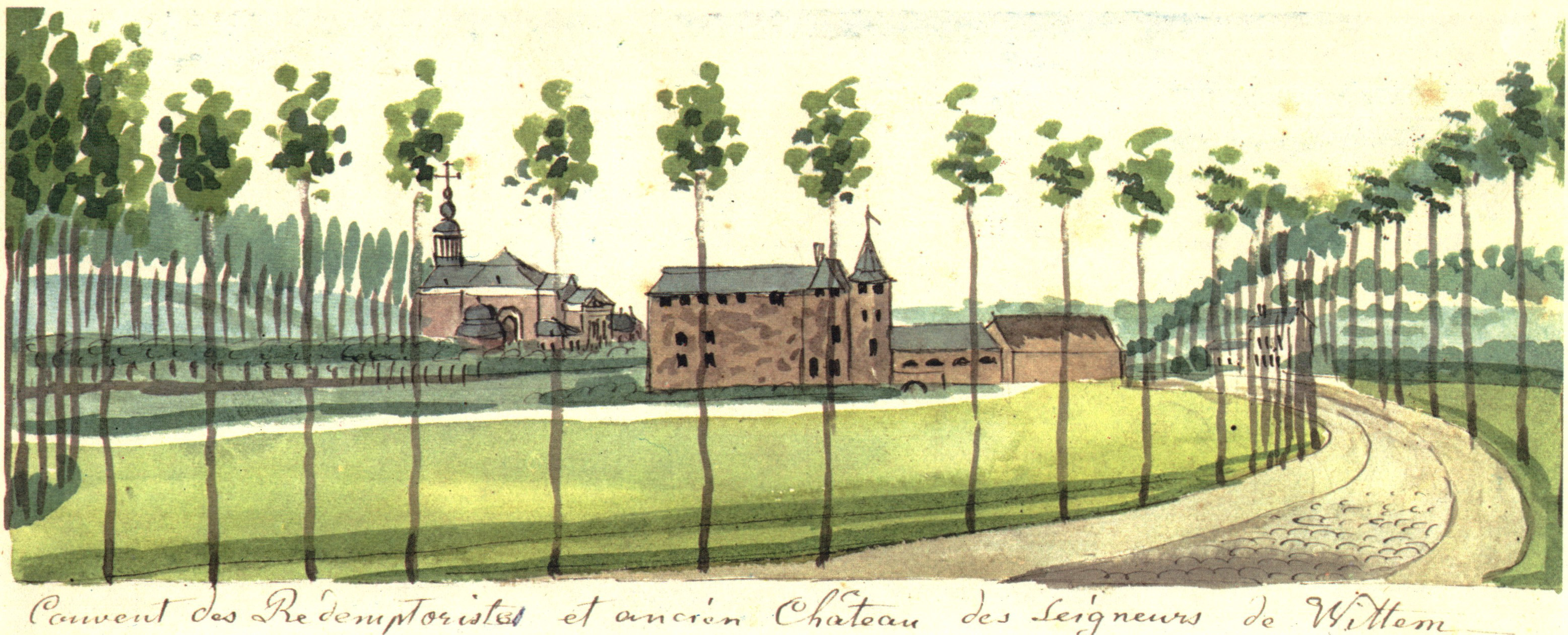
Kasteel en klooster van Wittem, ca 1850

De naam Wittem wordt in een akte uit 1125 voor het eerst officieel vermeld als Witham (van het germaanse hwita, wit + hamma, hoek; hoger land dat er uitsprong in overstromingsgebied). Het grondgebied werd in 1520 verheven tot een vrije rijksheerlijkheid en in 1732 tot graafschap. Het bleef dit tot de inname door de Franse Republiek aan het einde van de 18e eeuw. Op dit grondgebied bevonden zich toen al onder meer het 13e-eeuwse kasteel en de woonkern Partij. Het huidige Redemptoristenklooster werd er tussen 1729 en 1733 gebouwd. Na de Franse tijd ontstond de nieuwe gemeente Wittem, met vanaf het begin hierin de kernen Nijswiller, Partij en Wahlwiller.
Aan de doorgaande weg van Maastricht naar Aken stond sinds het midden van de 18e eeuw een posterij, een halteplaats voor postkoetsen, waar de paarden, bemanning en reizigers konden eten, drinken en rusten en waar reizigers konden uit- of instappen, en waar lading en paarden gewisseld konden worden. Tussen 1922 en 1938 was er een halte van de tramlijn Maastricht-Vaals.
Tot 1999 was Wittem een zelfstandige gemeente, die bij de herindeling van 1982 vergroot werd met Slenaken. Het gemeentehuis van de destijds 4250 hectare grote gemeente stond in Mechelen. Op 1 januari 1999 werd de gemeente Wittem samengevoegd met de gemeente Gulpen tot de fusiegemeente Gulpen-Wittem.

## Bezienswaardigheden
- Het Redemptoristenklooster Wittem, vervult een functie als regionaal bedevaartsoord (de heilige Gerardus Majella). Het klooster ligt schuin tegenover kasteel Wittem en werd tussen 1729 en 1733 gebouwd naar een ontwerp van de bekende Westfaalse bouwmeester Johann Conrad Schlaun. Van het oorspronkelijke klooster is slechts een deel van de barokke kloosterkerk bewaard gebleven. Het huidige klooster werd omstreeks 1894 naar een ontwerp van architect Johannes Kayser gebouwd. Bijzonder is de gewelfde, neogotische bibliotheek met drie boven elkaar geplaatste galerijen, die door middel van spiltrappen met elkaar verbonden zijn. Deze monumentale bibliotheek, die ook over een mooie akoestiek beschikt, is na een aantal jaren leegstand in 2001 opnieuw in gebruik genomen als cultureel centrum. Er vinden regelmatig concerten, lezingen en exposities plaats, onder andere in september het jaarlijkse festival Kunstdagen Wittem (ontstaan in 1986 in Epen; sinds 2001 in Wittem). In 1938 werd het klooster vergroot naar een ontwerp van Jos Wielders en in 1961 werd aan de noordkant de Gerarduskapel toegevoegd.
- De geschiedenis van Kasteel Wittem gaat terug tot de 12e eeuw. Rond 1220 werd het uitgebreid en kreeg het een toren. In de 14de eeuw werd het kasteel bewoond door Jan van Cosselaer, heer van Wittem, die in zijn jurisdictie onder meer Mechelen heeft gekregen nadat de hertogen van Limburg uitgestorven waren. Van Corselaer heeft het kasteel verder uitgebreid. Na veel oorlogsschade werd het kasteel rond 1800 door Simon Merckelbach en vooral zijn zoon Jan Mathys herbouwd. Tot 2010 was het kasteel eigendom van Marc en Peter Ritzen die er bijna veertig jaar een hotel-restaurant hadden. Van 1977 tot 1989 had het restaurant Kasteel Wittem een Michelinster.
- Even buiten Wittem ligt aan de Selzerbeek de Wittemermolen, een tot kasteel Wittem behorende watermolen uit 1835.
- Aan de Wittemerweg bevindt zich een herdenkingsmonument voor slachtoffers uit Wittem van het oorlogsgeweld tijdens de Tweede Wereldoorlog.[2]

## Natuur en landschap
Wittem ligt in de vallei van de Geul op een hoogte van ruim 90 meter. De Selzerbeek stroomt vanuit oostelijke richting langs het kasteel en is gekanaliseerd langs de Wittemer Allee, die het kasteel met Kasteel Cartils verbindt. Halverwege deze laan ligt de watermolen. Ten noordoosten van de allee helt het landschap naar het Plateau van Ubachsberg, tot ongeveer 160 meter hoogte.

## Golfbaan
Tot 1992 was er een golfclub die 'Golfclub Wittem' heette. In 1992 werd de baan uitgebreid. Daarna lag hij ook in de gemeente Gulpen en werd de naam van de club gewijzigd in De Zuid Limburgse Golf- en Countryclub.
In 2010 heeft de club, na de samenvoeging van de gemeenten Gulpen en Wittem, de naam weer aangepast en gaat verder onder de naam: De Zuid Limburgse Golf- en Countryclub Wittem.

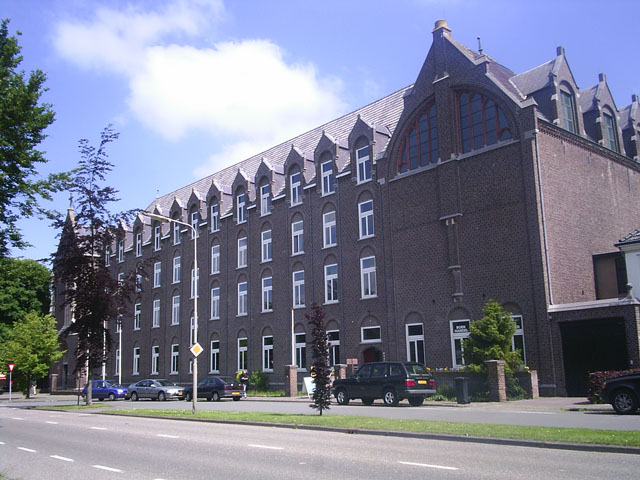
Redemptoristenklooster
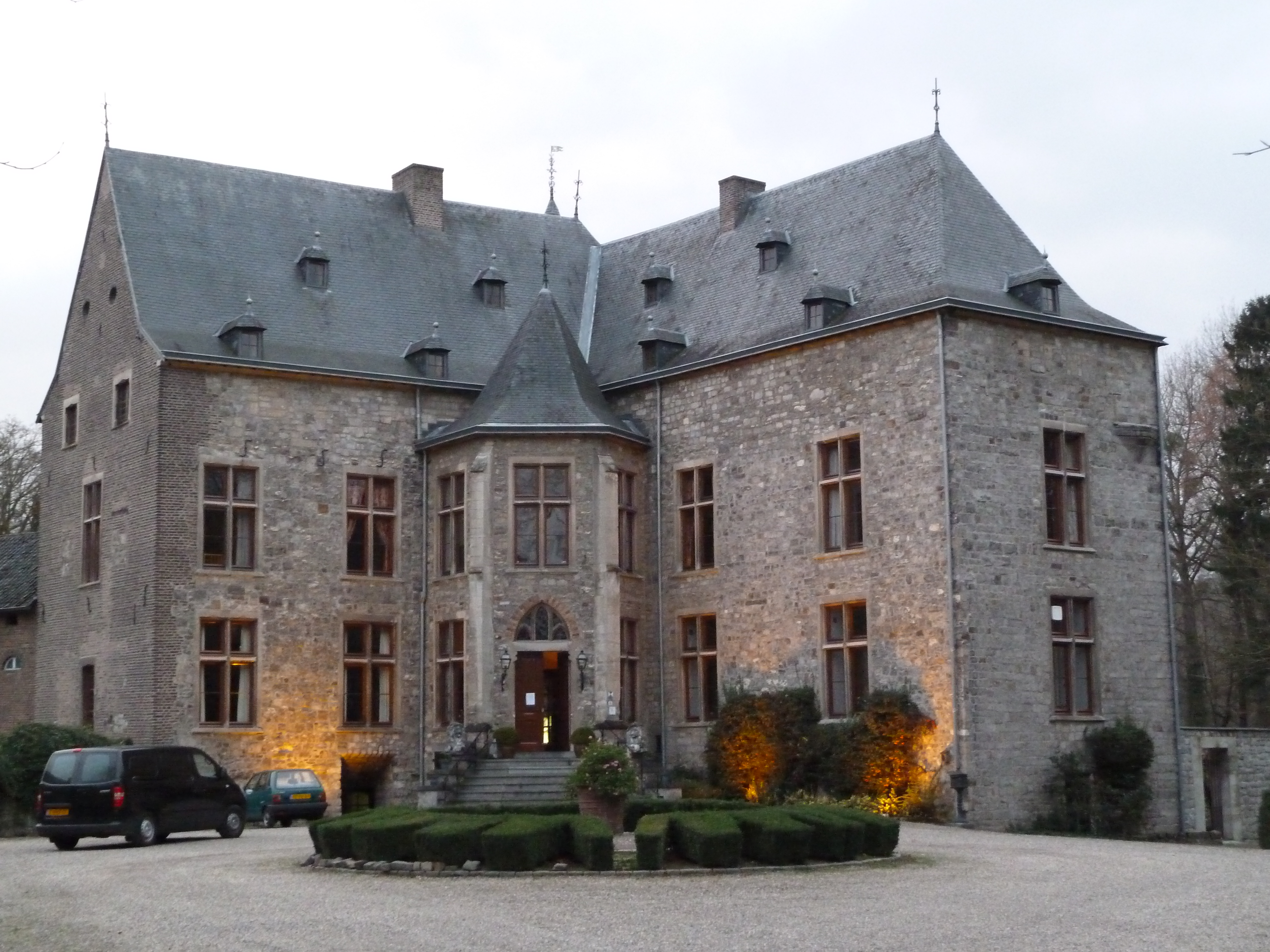
Kasteel Wittem
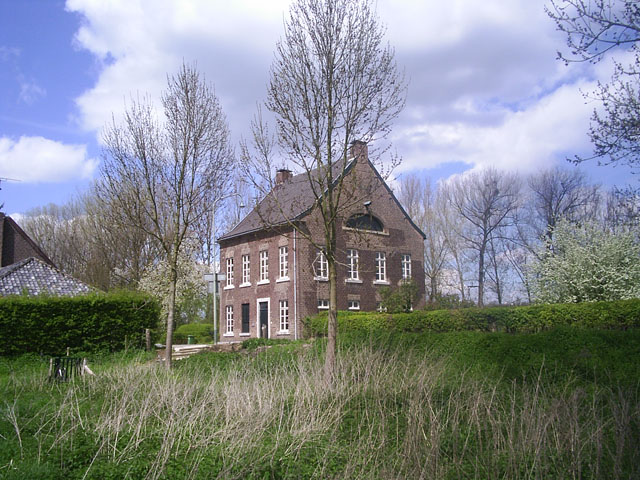
Wittemermolen
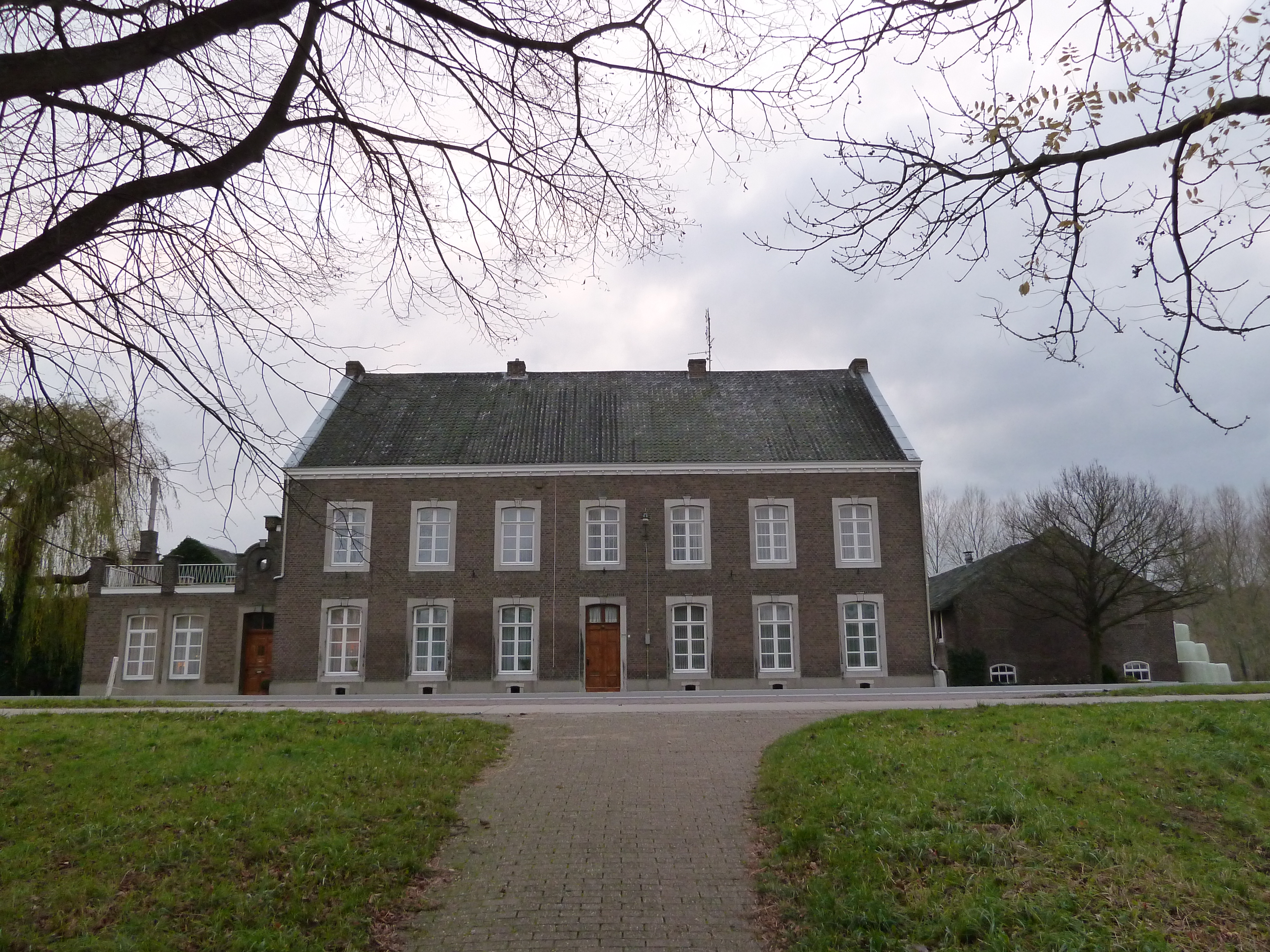
18e-eeuwse posterij
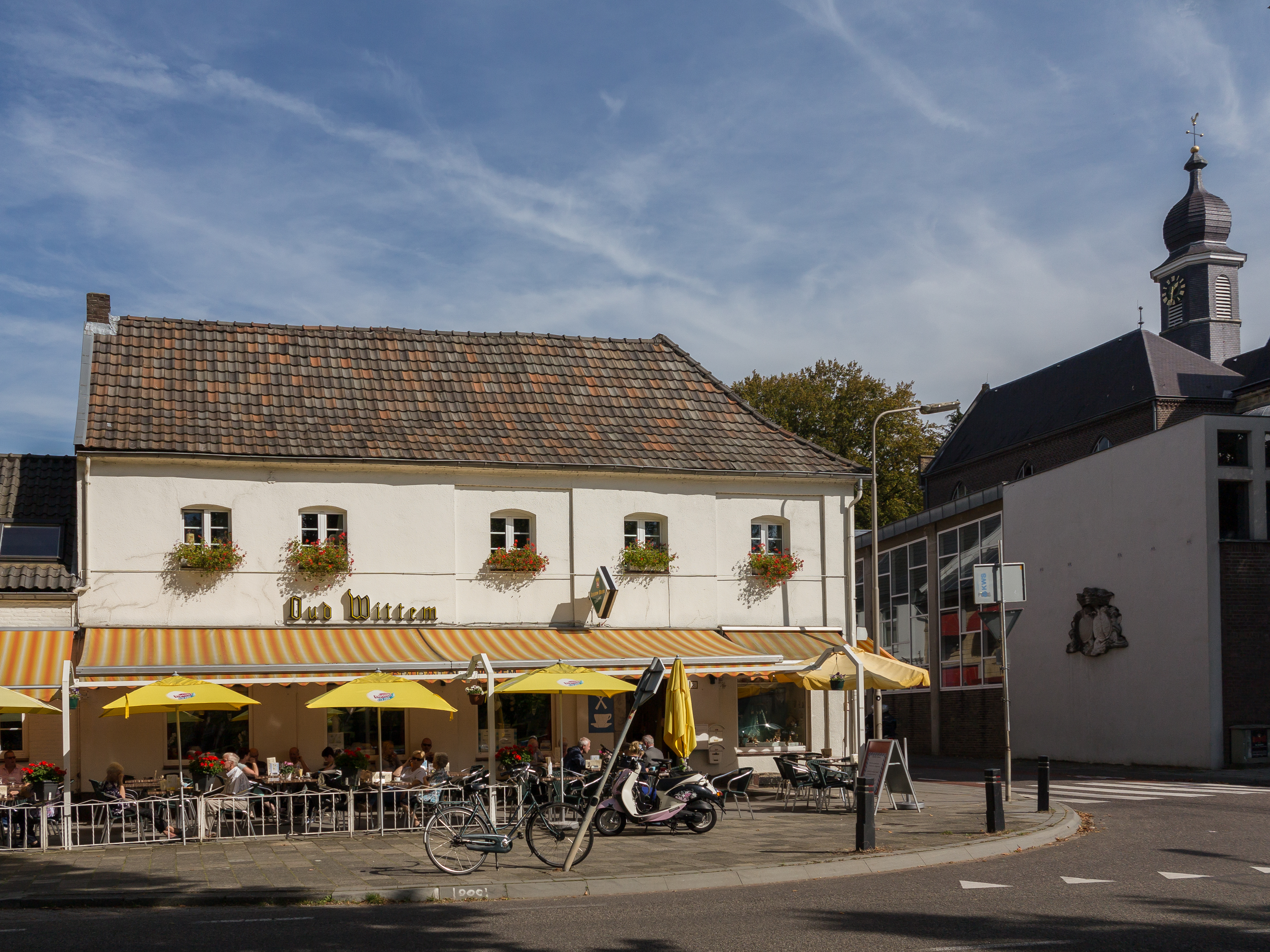
Café-restaurant

## Nabijgelegen kernen
Gulpen, Eys, Partij
In de nabijheid van Wittem ligt de buurtschap Cartils.
Dorpen: Epen · Eys · Gulpen · Mechelen · Nijswiller · Partij-Wittem · Reijmerstok · Slenaken · Wahlwiller · Wijlre

Gehuchten en buurtschappen: Beertsenhoven · Berghem · Berghof · Beutenaken · Billinghuizen · Bissen · Bommerig · Broek · Cartils · Crapoel · Dal · Diependal · Elkenrade · Elzet · Eperheide · Etenaken · Euverem · Eyserhalte · Eyserheide · Gracht Burggraaf · Heijenrath · Helle · Hilleshagen · Höfke · Hoogcruts · Hurpesch · De Hut · Ingber · Kapolder · Kleeberg · Klein-Kullen · Klein-Kuttingen · Kosberg · Kuttingen · Landsrade · Overeys · Overgeul · Partij · Pesaken · De Piepert · Plaat · Schilberg · Schweiberg · Sinselbeek · Stokhem · Terpoorten · Terziet · Trintelen · Waterop · Wittem

Limburg: Steden en dorpen      Nederland: Provincies · Gemeenten